# 鍾起岱
鍾起岱（1957年12月4日—），生於臺灣苗栗縣，現為自由作家，並擔任台灣淺山產業旅遊協會理事長、中華子康傳統文化協會祕書長、台灣省三餘藝文學會理事長、南投縣中興新村文史創新協會理事長、台灣土地開發信託投資公司董事、監察人。

## 背景
祖先為三國時代魏太傅鍾繇,祖父文琯為江西省瑞金縣壬田市仕紳，於1950年中共發動三反五反運動中殉難,父親蔚熙寧都師範高師部畢業,曾任壬田市鳳岡小學校長,後出走香港輾轉入台,擔任苗栗縣通霄鎮啟明國小教師與母親黃月鳳女士結婚後育兩男三女,並取得新竹師範學院學士文憑。

## 經歷
曾任空軍戰管聯隊第一作戰管制中心少尉人事官（1981-1983），台南縣政府技士、台灣省政府研考會視導、課長、簡任研究員兼組長、主任秘書、台灣省政府參議兼編譯室主任(1993年至1995)、經研會副主委(1995年3月至 1999年7月)、行政院九二一震災災後重建委員會企劃處長( 2000年6月至 2002年6月) 、台灣省政府資料室主任(1999年7月至 2007年12月)、台灣省政府顧問、彰化縣政府顧問、行政院政府再造委員會委員。普考、高考、甲等特考及格。並曾獲得總統保舉最優人員、行政院模範公務員、台灣省政府模範公務員。曾加入中國國民黨,於宋楚瑜任台灣省政府主席及省長期間,擔任號稱宋楚瑜文膽的編譯室主任，2000年總統選舉期間國民黨分裂,未重新登記,被退出國民黨,現為無黨籍。於2008年應聘至中州技術學院企業管理系任教,後出任中州科技大學人事室主任、行銷與流通管理系主任、觀光與休閒管理系主任、研發長、副校長等職，並曾任:東海大學、逢甲大學、大葉大學、暨南國際大學及空中大學 （页面存档备份，存于）副教授、山東省日照職業技術學院客座教授。

## 現在
至中州科技大學十年
其中曾任東海大學、逢甲大學、大葉大學、暨南國際大學及空中大學副教授
現轉為台灣淺山產業旅遊協會理事長、中華子康傳統文化協會祕書長和作家。
近年著作:
- 1.  中興新村學：從台灣省政府到高等研究園區（蘭臺出版社，2017）
- 2.  觀光與休閒經濟學（台北：五南出版，2014）
- 3.  宋團隊危機處理機制之研究（台中：天空數位出版，2012）[4]
- 4.  領隊導遊專業精選題庫彙編（與張明石合編，台中：天空數位出版，2012）
- 5.  觀光法規實務（與張明石合著，台中：天空數位出版，2011）
- 6.  觀光常識實務（與張明石合著，台中：天空數位出版，2011）
- 7.  觀光資源概要（與張明石合著，台中：天空數位出版，2010）
- 8.  觀光經濟學（台中：天空數位出版，2010/9）
- 9.  府際關係：政府互動學（台北：國立空中大學，2004/08，與歐信宏、史美強、孫同文三位教授合著）
- 10.  打造城市夢想：都市規劃與管理（台北：秀威資訊，2004/02）
- 11.  計劃方法學（台北：五南出版，2003/11）
- 12.  議事學理論與實務（高雄：高雄復文圖書出版社，2003/06）
- 13.  九二一重建政策解析（台北：秀威資訊，2003/05）